# Městská knihovna Mělník

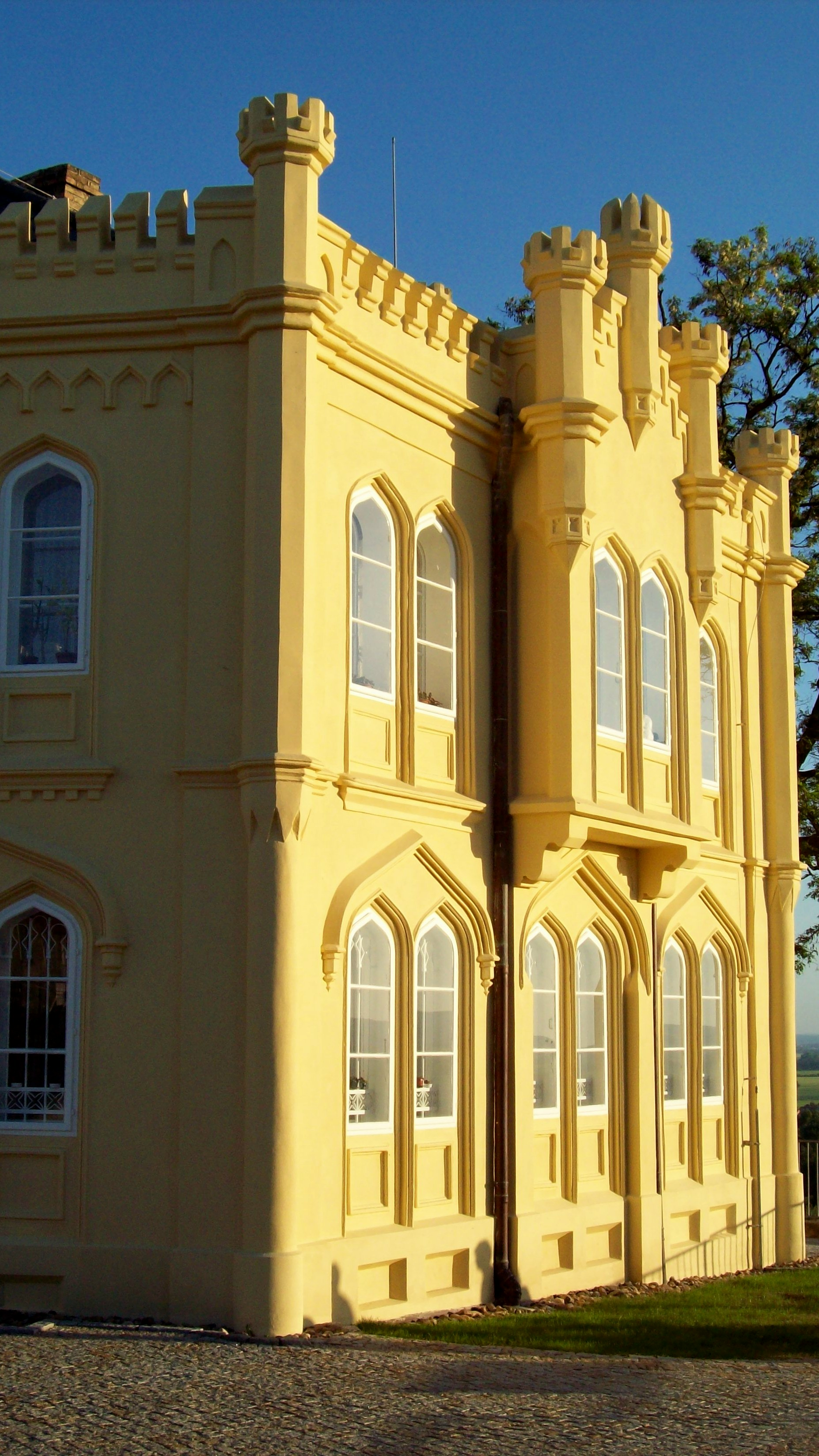
Neogotická Vila Karola, sídlo knihovny v letech 1981–2020

Městská knihovna Mělník je veřejná univerzální knihovna, jejímž zřizovatelem je město Mělník. V roce 2012 se stala součástí Mělnického kulturního centra. Do roku 2020 se nacházela v prostorách vily Karola, poté přesídlila do Domu služeb na Náměstí Karla IV.

## Současnost
V roce 2019 měla knihovna 1 545 čtenářů, z tohoto počtu bylo 524 dětí. Ve stejném roce bylo evidováno 22 994 návštěv knihovny a čtenáři si vypůjčili celkem 94 175 dokumentů. Velikost knihovního fondu byla navýšena o 1 836 knihovních jednotek.

## Oddělení knihovny
Městská knihovna Mělník disponuje následujícími odděleními:
- Oddělení pro dospělé
- Oddělení pro studující s informačním centrem
- Oddělení pro děti
- Dětský čtenářský klub

## Služby
Městská knihovna Mělník nabízí knihovnické a informační služby:
- prezenční i absenční půjčování knih, časopisů, map, audioknih, e-knih, deskových her
- kopírování, tisk
- bibliograficko-informační služby, zpracování rešerší
- připojení na internet
- donášková služba pro starší a handicapované čtenáře
- meziknihovní výpůjční služba

### Vzdělávání a kultura
- besedy a přednášky na různá témata
- autorská čtení, tvořivé dílny
- Noc s Andersenem
- projekt Už jsem čtenář – Knížka pro prvňáčka

## Pobočky
Kromě hlavní budovy poskytuje Městská knihovna Mělník knihovnické služby také ve 2 svých pobočkách:
- Pobočka Slovany, Cukrovarská 2068, Mělník
- Pobočka Chloumek, Chloumek, ul. Trojická 2803, Mělník